# 高興 (百済)
高 興（こうこう、朝: 고흥; コフン、生没年不詳）は、百済中期の博士である。375年（近仇首王1年）に博士になった。彼は百済開国以来、初めての博士であった。高興が初めて文字で書類を記録する術を知って歴史を書き記し始め、百済で最初に歴史書『書記』を書いたが、今は伝わらない。彼はまた医薬・亀甲筮占による観相術・陰陽五行術も能くしたという。儒家経典に詳しい博士として歴史記録を編纂した人物であること、「高氏」という中国人姓であることなどから、中国の楽浪郡・帯方郡に出自をもつ百済に帰化していた中国人とみられる。
『書記』以外の百済の史書『百済記』・『百済新撰』・『百済本記』なども作ったというが、今は伝わらない。

## 生涯
百済の博士として『書記』を編纂したが、『三国史記』には『古記』を引用して、「古記に曰く、百済は開国以来、いまだ文字で事実を記録することがなかったが、ここに至って博士高興を得て、ようやく『書記』を持つようになった。しかし、高興はかつて別の本には現れないので、どんな人であるのか知りようがないのである」と記録されており、出自の詳細は不明である。ただし、高氏という中国系姓氏であること、儒学に造詣が深かったという点を勘案すれば、中国系百済人である可能性が高い。4世紀はじめに高句麗の攻撃により楽浪郡が滅亡すると、楽浪郡の遺民の相当数が百済に亡命したという事実に注目すると、高興は楽浪郡あるいは帯方郡出身の学者であると推定される。
百済は帯方郡故地に建国したと記録されているほど、帯方郡と縁が深く、4世紀に楽浪郡・帯方郡が高句麗の攻撃によって滅亡すると、多くの楽浪郡・帯方郡遺民が百済に帰化した。近肖古王代の高興も楽浪郡遺民と推定される。372年に近肖古王は東晋から楽浪太守の爵号を受けており、この頃、多くの楽浪郡・帯方郡遺民が百済に吸収され、その一部は百済を経由して日本列島に向っている。楽浪郡から出土した金石文で確認された漢姓は、周、孫、李、丁、鄭、高、趙、王、張、真、田、番、陽、杜、刑、盧、呉、黄、商、段、奉、程、貴、揚、半などであり、百済の歴史記録に名が残る高（高興、高達）、王（王茂、王辯那、王孝隣）、張（張威、張茂、張塞）、楊（楊茂）、陳（陳明、陳春、陳徳止、陳微之、陳法子）などの漢姓の者は百済の政治・外交をはじめとする中央政治で活躍した中国系帰化人である。中国系帰化人の絶対多数は楽浪郡・帯方郡遺民とみられる。
「古記に曰く、百済は開国以来、いまだ文字で事実を記録することがなかったが、ここに至って博士高興を得て、ようやく『書記』を持つようになった」という記録から推し量って見て、高興が編纂した『書記』は百済最初の歴史書だったということができる。高興が『書記』を編纂した時期は近肖古王の時だった。このとき、百済は王位継承が肖古王系中心で安定し、また南北への征服的な膨張活動を展開して領域の拡大と王権の確立を見て、中央集権的統治体制が完備された時期だった。したがって、これと同じ時代的状況と雰囲気の中で、高興が編纂した『書記』は王権を合理化し、王室の系譜を文字で記録し、これを神聖化しつつ、また、百済に服属された数々の部族の神話と伝説を王室中心に統合・整理したものと見られる。
高興がもつ博士という肩書きは、一般的に「五経博士」「太学博士」の略称と推定されるが、「五経博士」「太学博士」は、中国の教育機関である太学の教員を指す。このことから、百済も近肖古王時代に中国の太学のような教育機関を設けていたとする解釈がある。

## 高興が登場した作品

### ドラマ
- 『百済の王 クンチョゴワン』（KBS、2010年 - 2011年、俳優：アン・ソックァン）